# Adams-Onis traktaten
Adams-Onís traktaten fra 1819 (formel titel:Traktat bygget på venskab, bosættelse og grænser mellem Amerikas Forenede Stater og Hans katolske Majestæt, og den kendes også som Transkontinentale traktat af 1819 og sommetider Florida købstraktaten) var en historisk fredsaftale mellem USA og Spanien, som løste en grænsestrid. Spændingerne var opstået på et tidspunkt, hvor Spaniens magt i den nye verden var svækket. Udover at Florida blev overdraget til USA, løste traktaten også en grænsestrid langs Sabine floden i Texas og etablerede Rocky Mountains og Stillehavet som grænse for amerikansk territorium. Traktaten afsluttede den første Seminole krig i Florida og lagde grunden til den anden.
Traktaten blev forhandlet på plads af John Quincy Adams, som var udenrigsminister under præsident James Monroe og den spanske udenrigsminister Luis de Onís. Ifølge aftalen betalte USA 5 millioner dollars for de territoriale rettigheder over Florida og frafaldt kravet på de dele af Texas, der lå vest for Sabine samt andre spanske områder. Traktaten blev færdigforhandlet den 22. februar 1819 i Washington, D.C., ratificeringer blev foretaget, og traktaten blev offentliggjort den 22. februar 1821.